# Saint-Sérotin
Saint-Sérotin è un comune francese di 597 abitanti situato nel dipartimento della Yonne nella regione della Borgogna-Franca Contea.

## Storia

### Simboli
Lo stemma è stato adottato dal comune il 31 gennaio 2013. Il capo è di Borgogna; san Sérotin, martire, fu il primo arcidiacono di Sens; le tegole ricordano le numerose fornaci che si trovano nel comune.

## Società

### Evoluzione demografica
Abitanti censiti